# Alpha Ethniki 1962-1963
L'Alpha Ethniki 1962-1963 fu la 27ª edizione della massima serie del campionato di calcio greco, conclusa con la vittoria dell'AEK Atene, al suo terzo titolo.
Capocannoniere del torneo fu Kōstas Nestoridīs (AEK Atene), con 23 reti.

## Formula
Come nelle stagioni precedenti le squadre partecipanti furono 16 e disputarono un girone di andata e ritorno per un totale di 30 partite con le ultime due retrocesse in Beta Ethniki.
Il punteggio prevedeva tre punti per la vittoria, due per il pareggio e uno per la sconfitta.
Nei casi di arrivo a pari punti venne disputato un incontro di spareggio.
L'Egaleo fu penalizzato di un punto.
Le squadre ammesse alle coppe europee furono tre: i campioni alla Coppa dei Campioni 1963-1964, la vincitrice della coppa nazionale alla Coppa delle Coppe 1963-1964 e un'ulteriore squadra alla Coppa delle Fiere 1963-1964.

## Squadre partecipanti
| Squadra            | Città      | Stadio | Stagione 1961-1962 |
| ------------------ | ---------- | ------ | ------------------ |
| AEK Atene          | Atene      |        | 4°                 |
| Apollōn Kalamarias | Kalamaria  |        | 12°                |
| Apollōn Smyrnīs    | Atene      |        | 3°                 |
| Arīs Salonicco     | Salonicco  |        | 13°                |
| Egaleo             | Egaleo     |        | 14°                |
| Ethnikos Pireo     | Il Pireo   |        | 7°                 |
| Fostiras           | Tavros     |        | 8°                 |
| Īraklīs            | Salonicco  |        | 9°                 |
| Nikī Volo          | Volos      |        | 11°                |
| Olympiacos         | Il Pireo   |        | 2°                 |
| Panathīnaïkos      | Atene      |        | Campione di Grecia |
| Panaigialeios      | Egio       |        | Beta Ethniki       |
| Paniōnios          | Nea Smyrnī |        | 5°                 |
| PAOK               | Salonicco  |        | 6°                 |
| Pierikos           | Katerini   |        | Beta Ethniki       |
| Proodeftikī        | Korydallos |        | 10°                |

## Classifica finale
|                   | Pos. | Squadra            | Pt | G  | V  | N  | P  | GF | GS | DR  |
| ----------------- | ---- | ------------------ | -- | -- | -- | -- | -- | -- | -- | --- |
| Grecia (bandiera) | 1.   | AEK Atene          | 77 | 30 | 20 | 7  | 3  | 66 | 21 | +45 |
|                   | 2.   | Panathīnaïkos      | 77 | 30 | 19 | 9  | 2  | 75 | 28 | +47 |
|                   | 3.   | Olympiacos         | 75 | 30 | 19 | 7  | 4  | 62 | 39 | +23 |
|                   | 4.   | PAOK               | 64 | 30 | 13 | 8  | 9  | 44 | 34 | +10 |
|                   | 5.   | Ethnikos Pireo     | 63 | 30 | 12 | 9  | 9  | 47 | 41 | +6  |
|                   | 6.   | Īraklīs            | 62 | 30 | 11 | 10 | 9  | 35 | 38 | -3  |
|                   | 7.   | Paniōnios          | 61 | 30 | 10 | 11 | 9  | 33 | 38 | -5  |
|                   | 8.   | Apollōn Smyrnīs    | 58 | 30 | 8  | 12 | 10 | 35 | 34 | +1  |
|                   | 9.   | Pierikos           | 55 | 30 | 9  | 7  | 14 | 36 | 37 | -1  |
|                   | 10.  | Egaleo             | 55 | 30 | 10 | 6  | 14 | 27 | 44 | -17 |
|                   | 11.  | Nikī Volo          | 54 | 30 | 8  | 8  | 14 | 24 | 39 | -15 |
|                   | 12.  | Apollōn Kalamarias | 53 | 30 | 6  | 11 | 13 | 18 | 32 | -14 |
|                   | 13.  | Panaigialeios      | 53 | 30 | 8  | 7  | 15 | 15 | 25 | -10 |
|                   | 14.  | Arīs Salonicco     | 53 | 30 | 9  | 5  | 16 | 16 | 22 | -6  |
|                   | 15.  | Proodeftikī        | 53 | 30 | 7  | 9  | 14 | 26 | 43 | -17 |
|                   | 16.  | Fostiras           | 46 | 30 | 6  | 4  | 20 | 27 | 53 | -26 |

Legenda:

      Campione di Grecia
      Invitato alla Coppa delle Fiere in rappresentanza di Salonicco
      Ammesso alla Coppa delle Coppe
      Retrocesso in Beta Ethniki
Note:

Tre punti a vittoria, due a pareggio, uno a sconfitta.
Egaleo penalizzato di 1 punto.

### Spareggi

#### Spareggio per il titolo
AEK Atene e Panathinaikos disputarono uno spareggio in gara unica per l'assegnazione del titolo. L'incontro terminò in parità e l'AEK vinse il titolo grazie al miglior quoziente-reti (3,143 contro 2,678).
|  | AEK Atene | 3 – 3 | Panathīnaïkos |  |

#### Spareggio per il 9º posto
Vincendo lo spareggio il Pierokos si classificò nono mentre l'Egaleo concluse al decimo posto.
| Ptuj | Pierikos | 3 – 1 | Egaleo |  |

#### Spareggio 12º posto
Quattro squadre terminarono a 53 punti e giocarono un mini torneo disputando ciascuna tre partite al termine delle quali l'ultima venne retrocessa in quanto si classificò al quindicesimo e penultimo posto.
| Squadra 1          | Risultato | Squadra 2      |
| ------------------ | --------- | -------------- |
| Arīs Salonicco     | 3 - 1     | Proodeftikī    |
| Apollōn Kalamarias | 1 - 1     | Panaigialeios  |
| Panaigialeios      | 0 - 0     | Arīs Salonicco |
| Apollōn Kalamarias | 1 - 1     | Proodeftikī    |
| Panaigialeios      | 1 - 0     | Proodeftikī    |
| Apollōn Kalamarias | 3 - 1     | Arīs Salonicco |

### Verdetti
- AEK Atene campione di Grecia 1962-63 e qualificato alla Coppa dei Campioni
- Olimpiacos Pireo qualificato alla Coppa delle Coppe
- Proodeftiki e Fostiras retrocesse in Beta Ethniki.